# 架向星空之橋

主題曲CD封面（日向伊吹）

《架向星空之橋》（星空へ架かる橋）是日本成人遊戲公司feng於2010年10月15日所推出的成人向美少女遊戲。feng的第六部作品，與前兩作《望見青空之丘》（青空の見える丘）及《夕陽染紅的坡道》（あかね色に染まる坂）有著相同的世界觀，也是三部作的終集。以名為「山比古町」的鄉下小鎮為舞台的校園戀愛故事。漫畫版在《月刊Comp Ace》上連載，作畫由森崎胡桃負責。電視動畫於2011年4月11日由AT-X開始播放。OVA版《架向星空之橋 OVA Special》於2011年12月21日以Blu-ray和DVD形式發售。2012年4月27日发售Fan Disk《架向星空之橋AA》（日语：星空へ架かる橋AA）。

## 故事簡介
主角星野一馬為照顧虛弱的弟弟星野步，決定轉學搬到了自然環繞的鄉下山村山比古町轉地療養，並寄住在父親友人萬千歌所開設的旅館中。在新學期的第一天迷了路，迷路的一馬在路上偶然遇見同校的一位少女中津川初，並得到帶路邀請。他們所走的那條路並不好走，一馬在越過小溪時不小心滑倒，意外地與初接吻，而這個意外，被初的好友日向伊吹看到了，就這樣，他們的故事在這鄉郊裡展開。
動畫中兩兄弟是在前往旅館的路上誤搭反方向的公車，之後一馬為了幫步搶回被猴子偷走的帽子而迷路，而偶然遇見採野菜的初，在初帶路走回道路越過小溪時不小心滑倒而意外與其接吻，並且被伊吹看到。隔天上學時兩兄弟由藤堂紬帶路。

## 登場人物
※聲：遊戲版 / 動畫版

### 主要角色
星野一馬（聲：無 / 淺沼晉太郎）
男主角，遊戲中代表玩家的角色。
為了弟弟的身體療養，從都市帶著弟弟搬入小時候曾經到過的山比古町，並轉入山比古南學園高中部二年級。父親是著名的作家。
在來到山比古町前是田徑社（動畫中為網球社）的正式選手，因此運動能力很好。溺愛弟弟的程度被周圍說成是"弟控"。最初由於不小心與初接吻，而被學校同學以為是從都市來的花花公子。
動畫中喜歡初，拒絕圓佳與伊吹的告白，在向初表白後與其交往。
漫畫中喜歡圓佳，拒絕初的告白，在向圓佳表白後與其交往。
中津川初（聲：日日野蒔 / 中村繪里子）
身高：156CM，胸圍：C罩杯
在山比古町长大的少女，山比古南學園二年級女學生，一馬的同班同學。性格天真爛漫，食慾旺盛，有一定運動能力。因为有著天然呆的性格，毫無防備，不懂得去懷疑他人，而被赋予“（危险）”的外号。
跟一馬接觸的第一位女孩，開場就被奪走了初吻，卻不怎麼在意。
佔有慾強，可以說是很主動的女孩子。相當喜歡哥哥，由於哥哥結婚離鄉，而一度把從都市來的一馬當作哥哥來看待。
喜欢山比古町，希望一直在此生活下去。
動畫中因為和一馬不小心接吻而在意一馬，起初以為是哥哥的那種情感，在紬的提醒下確定是戀愛的感覺，最後接受一馬的表白並交往。
漫畫中看到一馬和圓佳在營火晚會一起跳舞時察覺自己喜歡一馬，之後向一馬告白被拒絕。
日向伊吹（聲：青葉林檎 / 同左）
身高：151CM，胸圍：B罩杯
山比古南學園二年級女學生，一馬的同班同學，初的好友。弓道社副社長。性格傲嬌。運動能力不差。目睹一马和初接吻之后飛踢一馬，認為一馬是從都市來的花花公子而敵視一馬，隨著遊戲劇情的發展也逐漸對一馬有好感。
動畫中在大吾提出要撮合一馬跟圓佳時確定自己喜歡一馬而拒絕幫忙，之後向一馬告白被拒絕。漫畫中未向一馬告白。
藤堂紬（聲：鈴木 / 高橋智秋）
身高：165CM，胸圍：F罩杯
山比古南學園三年級女學生，藤堂三姊妹的大姐（長女）。性格和善，成績優秀。溫柔體貼。運動能力不佳。，有一雙似乎能洞悉所有事情的眼睛。
是全校男生都憧憬的對象。在旅館裡作為見習招待員工作。
動畫中因為喜歡山比古町，打算畢業後直接在旅館工作。也時常扮演提點其他人物的角色，在一馬和初陷入尷尬時給予初建議並撮合兩人。
藤堂小和（聲：桃井莓 / 大久保藍子）
身高：146CM，胸圍：A罩杯
山比古南學園一年級女學生，藤堂三姊妹的二姐（次女）。性格好勝、愛吵鬧、正義感強。，運動能力佳。由於她開朗的性格，與村子裡的孩子和老人們都很熟，擅長料理。
一開始和伊吹一樣的理由加上誤會一馬將圓佳弄哭而敵視一馬，總是連名帶姓直呼全名。
酒井陽菜（聲：森谷實園 / 吉田真弓）
身高：175CM，胸圍：E罩杯
山比古南學園三年級女學生，一馬的學姊，紬的好友。
「酒井酒店」店主的獨生女。沉著冷靜，有著不受事物動搖的性格，不過對可愛的東西完全沒有抵抗力。運動能力出色。
看起來很冷淡，但是其內心是一個很溫柔的人。似乎喜歡一馬。
動畫中因為誤會一直想找機會向一馬道歉。由於聞到酒味會頭暈無法釀酒，為了推廣自家產品而打算畢業後到都市唸大學，因而與父親起衝突，在一馬的幫助下化解與父親的誤會。之後在一馬跟初陷入尷尬時給予一馬建議。
神本圓佳（聲：いすずあすか / 清水愛）
身高：153CM，胸圍：D罩杯
山比古南學園一年級生，「木靈神社」的主祭的女兒。
不擅長應付男性，據說是受到祖父嚴厲的教育所致。下課後，會返回神社穿巫女服幫忙。
言行柔和，給人和善的印象。對於年齡相近的異性會難以對付，被碰觸到時甚至會將對方摔出去。對戀愛話題和H方面的事是毫無抵抗力，一跟她説起就會情緒亢奮，引起恐慌。
小時候在一馬到山比古町時就已經和一馬成為朋友，但一馬一度忘記這件事情。對一馬一見鍾情。
動畫中雖然在大吾、小和與重音的幫助下和一馬兩人約會，但在約會的過程中察覺一馬在意的是初，自己沒有被一馬當成戀愛對象，因而於第二次約會時請一馬説出小時候說過的：「我們以後也一直是朋友對吧。」
漫畫中和一馬互相喜歡，最後接受一馬的告白並交往。

### AA追加、升格角色
七森星羅（聲：遠野そよぎ / -）
身高：151CM，胸圍：E罩杯 生日：7月24日 血型：B型
PC遊戲的Fan Disc《架向星空之橋AA》的新角色。
上山比古南學園附屬中學校女學生，步和重音的同班同學。和伊吹從小就認識。
母親去世後和父親住在一起。有一隻寵物鳥。
喜歡星空，夜晚經常獨自一人待在公園。對酸的食物感到苦手。
萬千歌（聲：柚木要 / 河原木志穗）
身高：170CM，胸圍：E罩杯
星野兄弟租住的旅館「萬代」的女主人。和一馬們的父親由於故知的關係，對於星野家兩兄弟的事也高興地承擔並作為他們的監護人。性格和善，不過有時話很多。非常在意年齡，因此强迫星野兄弟稱她為「姐姐」。在PC遊戲的Fan Disc《架向星空之橋AA》昇格為可攻略角色之一。
藤堂重音（聲：杏子御津 / 門脇舞以）
身高：142CM，胸圍：A罩杯
上山比古南學園附屬中學校女學生，步的同班同學。紬、小和的妹妹，藤堂家的最小女兒。個性早熟，有小妖精的性格。消息靈通，自稱是山比古町裡耳朵最靈的少女。

### 次要角色
星野步（聲：卯衣 / 大橋步夕）
一馬溺愛的弟弟。身體虛弱，患有哮喘，為了療養至山比古町來。行為較女性化。
動畫中為美術社社員，擅長寫生。
南國原大吾（聲：春野風 / 羽多野涉）
在一馬遷入山比古南學園時的同班同學。和一馬意氣投合，稱呼一馬為「兄弟」。
基本上是一個笨蛋，常常因為其笨蛋的言行被一馬和伊吹吐槽、無視、甚至物理攻擊。但是在一馬戀愛的時候，會在他後面幫他一把。
動畫中與小和、重音一起試圖撮合一馬和圓佳。
南國原老師（聲：松涛 / 勝生真沙子）
山比古南學園的教師，高中部二年級班的導師，大吾的父親，外表很像東國原英夫。
動畫中和漫畫中是母親。喜歡喝酒。
藤宮詩（聲：加賀光 / -）
一馬的青梅竹馬，偶像聲優。說話步調看起來很迷糊，實際上是行動派的人。
長瀨準一
生日是3月31日。
前作《夕陽染紅的坡道》的男主角。只在《架向星空之橋AA》出現，和湊一起到山比古町。
長瀨湊（聲：水澤光 / -）
生日是5月2日。身高162cm，三圍根據霧生司目測為B83 W57 H84
前作《夕陽染紅的坡道》的女主角之一。為了網球社夏季集訓，在山比古町逗留。《架向星空之橋AA》中和準一一起到山比古町。
YOCCHAN/小悠（聲：YOCCHAN / -）
身高：162CM，胸圍：C罩杯
前作《夕陽染紅的坡道》的配角。網球社社員，湊的朋友。萬千歌的親戚。本名不明。在PC遊戲的Fan Disc《架向星空之橋AA》昇格為可攻略角色之一。
酒井泰造（聲：？ / 鳴海崇智）
酒井陽菜的父親，是酒井酒莊的老闆。做事頑固。很關心女兒的人。
動畫中因為陽菜的事情和一馬進行拔河對決。

### 動畫原創角色
團優歌（聲：- / 田村由香里）
遊戲中仅以大吾在網遊中的女朋友的名義存在。OVA中是作為山比古南學園女學生的原創角色。
陽菜之母（聲：田中涼子）
酒井陽菜的母親。
山川螢太（聲：沼倉愛美）
藤堂小和的朋友的少年。身體虛弱。
山川源五郎（聲：緒方賢一）
山川螢太的祖父。經常受到小和照顧。
初之父（聲：？ / 川原慶久）
中津川初的父親。
初之母（聲：？ / 石塚さより）
中津川初的母親。
中津川一（聲：南條愛乃（幼年）、山田亮（成年））
中津川初的哥哥。
久里子（聲：？ / 川瀨晶子）
中津川一的妻子。
圓佳之母（聲：無 / 村井每早）
神本圓佳的母親。

## 遊戲製作人員
- 製作人：上樣
- 原畫：
  - 涼香：初、小和、圓佳
  - ：伊吹、陽菜
  - 鶴崎貴大：紬
  - 有河聖（有河サトル）：次要角色
  - 澤野明：小型角色
- 腳本：
  - 惡魔娘（あくまっこ）：初、紬、陽菜
  - 柊★巧（柊★たくみ）：伊吹、小和、圓佳

## 遊戲主題曲

### 架向星空之橋

片頭曲
（架向星空之橋）
作詞 - 畑亞貴 / 作曲 - 上松範康（Elements Garden） / 編曲 - 藤間仁 / 歌 - nomico（のみこ）
片尾曲
（在無盡的夜空之下）
作詞 - rino / 作曲・編曲 - 藤田淳平（Elements Garden） / 歌 - 青葉林檎
「Let's Go☆ミ」
作詞 - feng / 作曲・編曲 - 大久保薰 / 歌 - 中津川初（日日野蒔）、日向伊吹（青葉林檎）、神本圓佳（いすずあすか）
插入曲
「乙女至上主義」
作詞 - rino / 作曲・編曲 - 大久保薰 / 歌 - 藤宮詩（加賀光）、藤堂小和（桃井莓）
「YAMABIKO☆☆FIGHT!!」
作詞・作曲・編曲 - 自慢具 / 歌 - 町長

### 架向星空之橋AA

片頭曲
「4SEASONs」
作詞 - SugarLover / 作曲 - 上松範康（Elements Garden） / 編曲 - 藤間仁（Elements Garden） / 歌 - のみこ
片尾曲

作詞・作曲・編曲 - 塚本けむ / 歌 - 相良心

## 電視動畫
電視動畫於2011年4月11日由独立UHF局、AT-X電視台開始播放。第13話收錄在2011年12月21日發售「」內。

### 製作人員
- 原作：feng
- 角色原案 ：涼香、鶴崎貴大、有河聖、澤野明、象海豹
- 監督：三原武憲
- 系列構成、腳本：雜破業
- 角色設計、總作畫監督：大河原晴男
- 美術監督：門間幸一
- 美術設定：海津利子
- 動畫製作：動畫工房
- 製作：山比古町觀光協會[10]

### 主題曲
- 片頭曲（第1話 - 第11話、第13話）（星風的天宮圖）
  - 歌：nomico（のみこ）
  - 作詞、作曲：上松範康
  - 編曲：藤間仁
- 第12話無片頭曲。
- 片尾曲（第1話 - 第9話、第11話、第13話）
  - 歌：中津川初（中村繪里子）、神本圓佳（清水愛）
  - 作詞：辻純更
  - 作曲：若林充
  - 編曲：草野芳裕
- 片尾曲（第10話）「Water LiLy」
  - 歌：神本圓佳（清水愛）
  - 作詞：辻純更
  - 作曲：白戶祐輔
  - 編曲：水谷廣實
- 片尾曲（第12話）（星風的天宮圖）
  - 歌：中津川初（中村繪里子）、日向伊吹（青葉林檎）、神本圓佳（清水愛）
  - 作詞、作曲：上松範康
  - 編曲：藤間仁
- 插入曲（第7話、第13話）
  - 歌：藤堂小和（大久保藍子）
  - 作詞：Funta3
  - 作曲：Funta7
  - 編曲：草野芳裕
- 插入曲（第11話）「It's my message」
  - 歌：日向伊吹（青葉林檎）
  - 作詞：Funta3
  - 作曲：Funta7
  - 編曲：梅堀淳

### 各集列表
| 話數   | 日文標題       | 中文標題                     | 腳本   | 分鏡            | 演出         | 作畫監督                                                   | 片尾插畫       |
| ------ | -------------- | ---------------------------- | ------ | --------------- | ------------ | ---------------------------------------------------------- | -------------- |
| 第1話  |                | 如果有熊的話，會在這裡就完了 | 雜破業 | 三原武憲        | 三原武憲     | 平塚知哉                                                   | 澤野明         |
| 第2話  |                | 不可能是起司的味道           | 雜破業 | 吉川博明        | 小野田雄亮   | 尾崎綾子                                                   | 澤野明         |
| 第3話  |                | 松果意外地很痛               | 雜破業 | 博多正寿        | QZo          | 曾我篤史                                                   | 櫻半片         |
| 第4話  |                | 遇見熊，並對話               | 雜破業 | 葛谷直行 小松信 | 小松信       | 中島美子 長谷川亨雄 片岡千春                               | Yu-ji          |
| 第5話  |                | 紅豆沙與鰻魚與婚紗           | 雜破業 | 大關雅幸        | 大關雅幸     | 久保茉莉子 石井舞                                          | 有河聖         |
| 第6話  |                | 桶子掉落之時                 | 雜破業 | 吉川博明        | 越田知明     | 菊永千里                                                   | 森崎胡桃       |
| 第7話  |                | 粉紅色的喵波波               | 雜破業 | 佐佐木奈奈子    | 佐佐木奈奈子 | 曾我篤史                                                   | 神崎かるな     |
| 第8話  |                | 吐槽是○○！                   | 雜破業 | 博多正壽        | 小野田雄亮   | 尾崎綾子 片岡千春                                          | 澤野明         |
| 第9話  |                | 胡蜂是晝行性的               | 雜破業 | 吉川博明        | QZo          | 久保茉莉子 野道佳代 中野典克 清水昌之 平塚知哉             | イチリ         |
| 第10話 |                | 戒指，被沖走……               | 雜破業 | 岩崎太郎        | 岩崎太郎     | 谷口元浩、藤田真弓 海保仁美、奧野浩行 久保茉莉子、曾我篤史 | 鶴崎貴大       |
| 第11話 |                | 被雨淋濕                     | 雜破業 | 小松信          | 葛谷直行     | 柳伸亮、片岡千春 中島美子、手島典子                        | なちゅらるとん |
| 第12話 |                | 架向夜空的星之橋             | 雜破業 | 三原武憲        | 三原武憲     | 曾我篤史、久保茉莉子 谷口元浩、中野圭哉                    | 涼香           |
| 第13話 | [ 注 1 ] [ 7 ] | 架起來了嗎？學園祭的戀愛之橋 | 雜破業 | 井出安軌        | QZo          | 曾我篤史、久保茉莉子                                       | -              |

### 播放電視台
日本深夜動畫：下文記載的日本国内播放時間使用日本標準時間（UTC+9）表示。因為部分時間标识會採用30小时制，因此請留意这类超过24:00的时间，其實際播放時間為翌日清晨。
| 播放地域 | 電視台         | 播放日期                | 播放時間             | 播放系列   | 備注   |
| -------- | -------------- | ----------------------- | -------------------- | ---------- | ------ |
| 日本全域 | AT-X           | 2011年4月11日 - 6月27日 | 星期一 9:00 - 9:30   | 衛星電視   | 有重播 |
| 千葉縣   | 千葉電視台     | 2011年4月12日 - 6月28日 | 星期二 25:30 - 26:00 | 獨立UHF局  |        |
| 愛知縣   | 愛知電視台     | 2011年4月13日 - 6月29日 | 星期三 26:00 - 26:30 | 東京電視網 |        |
| 東京都   | 東京都會電視台 | 2011年4月13日 - 6月29日 | 星期三 26:30 - 27:00 | 獨立UHF局  |        |
| 埼玉縣   | 埼玉電視台     | 2011年4月14日 - 6月30日 | 星期四 25:05 - 25:35 | 獨立UHF局  |        |
| 兵庫縣   | SUN電視台      | 2011年4月14日 - 6月30日 | 星期四 26:05 - 26:35 | 獨立UHF局  |        |

## 漫畫
由森崎胡桃作畫的漫畫《架向星空之橋》於角川書店雜誌《月刊Comp Ace》2011年5月號開始連載，第1本單行本於2011年7月發售；第2本單行本於2011年12月發售。

## 網路廣播
成人遊戲版網路廣播《架向星空的廣播》（星空へ架かるラジオ）於音泉從2009年10月16日到2010年11月26日播放。主持人是萬千歌的聲優柚木要和藤堂小和的聲優桃井莓。
電視動畫版網路廣播《萬代別館》（よろづよ別館）從2011年4月1日播放。主持人是萬千歌的聲優河原木志穗和藤堂小和的聲優大久保藍子。

## 評價
該遊戲曾在日本美少女游戏与动画相关商品销售网站Getchu.com的2010年10月销量榜上排名第1，2010年全年排名第3。
《架向星空之橋》獲得《2011年萌系遊戲大賞》角色設計銀獎。《架向星空之橋AA》獲得《2012年萌系遊戲大賞》Fan disc銀獎。

## 外部連結
- 架向星空之橋官網 （页面存档备份，存于）（日語）
- 架向星空之橋AA官網 （页面存档备份，存于）（日語）
- 架向星空之橋電視動畫官網 （页面存档备份，存于）（日語）
- 《架向星空之橋》在視覺小說數據庫的頁面（英文）